# Jodi Balfour
Pour les articles homonymes, voir Balfour (homonymie).
Jodi Balfour est une actrice sud-africaine née le 29 octobre 1987 au Cap.

## Biographie
Jodi Balfour est née le 29 octobre 1987 à Le Cap, Afrique du Sud.
Elle a étudié et est diplômée de l'Université du Cap.
Elle est en couple avec l'actrice et scénariste Abbi Jacobson depuis octobre 2020.
Elle vit désormais à Los Angeles, en Californie.

## Filmographie

### Cinéma

#### Longs métrages
- 2011 : Vampire de Shunji Iwai : Michaela
- 2011 : Destination finale 5 (Final Destination 5) de Steven Quale : Une femme
- 2013 : The Husband de Bruce McDonald : Claire
- 2013 : Afterparty de Michelle Ouellet : Karen
- 2015 : Eadweard de Kyle Rideout : Mary
- 2015 : Almost Anything de Torre Catalano : Beans
- 2015 : Unearthing de Jon Deitcher et Natalino Lattanzio : Fisher Hart
- 2019 : Le Reste de Nous (The Rest of Us) d'Aisling Chin-Yee : Rachel
- 2023 : Freud, la dernière confession (Freud's Last Session) de Matthew Brown : Dorothy Burlingham

#### Courts métrages
- 2013 : A Ghost Within de Daniel Berezowsky : Hanna
- 2013 : Waterloo de Joey Klein : Molly Mckenzie
- 2014 : Valentines Day de Brittany Allen : Molly

### Télévision

#### Séries télévisées
- 2009 : The Philanthropist : La concierge
- 2010 : Tower Prep : Emily Wright
- 2011 : L'Heure de la peur (R.L. Stine's The Haunting Hour) : Priscilla
- 2011 : Supernatural : Melissa
- 2011 : V : V Greeter
- 2011 : Sanctuary : Terry
- 2012 - 2013 : Les portes du temps : Un nouveau monde (Primeval : New World) : Samantha Sedaris
- 2012 - 2014 : Bomb Girls : Gladys Witham
- 2014 : The Best Laid Plans : Lindsay Dewar
- 2016 : Quarry : Joni
- 2017 : The Crown : Jacqueline Kennedy-Onassis
- 2017 : Rellik : Elaine Shepard
- 2019 : True Detective : Lori
- 2019 -2022 : For All Mankind : Ellen Waverly-Wilson
- 2023 : Ted Lasso : Jack (saison 3)

#### Téléfilms
- 2010 : Kongo de Peter Keglevic : Johanna Wenz
- 2011 : Le Naufrage du Laconia (The Sinking of the Laconia) d'Uwe Janson : Sarah Fullwood
- 2014 : Bomb Girls : Facing the Enemy de Jerry Ciccoritti : Gladys Witham